# کامبیز مژدهی
کامبیز مژدهی٬ نوازنده و آهنگساز اهل ایران است. ترانهٔ جان مریم با صدای محمد نوری از آثار او است.

## زندگی هنری
کامبیز مژدهی، نوازندهٔ آکاردئون بود و با محمد نوری همکاری داشت. مهم‌ترین اثر او ترانهٔ جان مریم (گل مریم یا نازنین مریم)، با الهام از ترانه‌های بومی شمال ایران است که در دهه ۱۳۳۰ ساخته شد. محمد نوری دربارهٔ ساخت این اثر گفته‌است:
«رفته بودیم با کامبیز مژدهی آهنگساز به چالوس که دیدم کراوات خود را نیاورده‌ام. کامبیز به مرکز شهر رفت تا کراواتی فراهم کند. من هم در یک ساعتی که او نبود مرتکب جرم شدم و شعری را سر هم کردم و وقتی آمد به او دادم که آهنگی روی آن بگذارد. نتیجه کار آن شد که گل مریم به دنیا آمد…»
او همچنین مشوق خوانندگی منوچهر سخایی، از نخستین خوانندگان موسیقی پاپ در ایران بود و اولین ترانهٔ او را با عنوان «کالسکهٔ زرین» آهنگسازی کرد.
وی با خوانندگانی نظیر: «پرتو» ، «منوچهر سخایی» ، «عباس مهرپویا» و «فریدون فرخزاد» همکاری داشته‌است.

## آثار هنری
از جمله آثار کامبیز مژدهی به موارد زیر می‌توان اشاره نمود:
- «جان مریم» (گل مریم، نازنین مریم) با شعر و خوانندگی محمد نوری[۷]
- «کالسکهٔ زرین» با شعر پرویز وکیلی و خوانندگی منوچهر سخایی[۵][۸]
- «دختر شالی‌کار» با شعر پرویز وکیلی و خوانندگی منوچهر سخایی[۹]
- «نامزدی» با شعر پرویز وکیلی و خوانندگی منوچهر سخایی[۱۰]
- «گفتگوی بهاری» با شعر پرویز وکیلی و خوانندگی الهه و منوچهر سخایی[۱۱]
- «افسانهٔ عشق» با شعر تورج نگهبان و خوانندگی عباس مهرپویا[۶]
- «پرستاری» با شعر پرویز وکیلی و خوانندگی عباس مهرپویا[۱۲]
- «بی‌تو می‌میرم» با شعر وحید ادیبی و خوانندگی فریدون فرخزاد[۱۳]